# 薬王昇沖観
薬王昇冲観（やくおうしょうちゅうかん）は、中華人民共和国湖南省瀏陽市にある道観（道教寺院）である。道教の二大教派の一つである全真教竜門派の地元道場である。現存した薬王昇冲観は2001年に再建した建物で、建築面積が約3600平方メートルで、前、中、後三殿を分ける。

## 歴史
薬王昇冲観は、唐代（618年-907年）の創建で、中国の伝統宗教の道教のお宮（道教宮観）である。道教の最高神の三清道祖（元始天尊、太上老君、太上道君）と薬王孫思邈々が祭祀されている。
元代の至正二十六年（1366年）紅巾の乱の火難で、道観は全焼した。
明代の洪武三年（1370年）、道士の王坦然が資金を募り全面重建し。宣徳八年（1433年）、全真教竜門派に改宗する。天順五年（1491年）、大学士『昇冲観』を撰した。天啓五年（1625年）、道長の彭思偉は道観を再建した。
1958年、破四旧運動の時、神像は徹底的な破壊に遭い、道士はしかたなく還俗した。1960年、道観が瀏陽県手工芸聯社に改築する。2001年に大規模な再建によって、現在の基礎が築かれた。瀏陽市道教協会がここに設置されている。